# Калачево (Московская область)
Калачево — деревня в городском округе Домодедово Московской области.

## География
Находится в южной части Московской области на расстоянии приблизительно 12 км на юг-юго-запад по прямой от железнодорожной станции Домодедово.

## История
Упоминается с 1646 года.

## Население
Постоянное население составляло 34 человека в 2002 году (русские 100 %), 26 в 2010.